# Serber

Serber (serbiska: Срби/Srbi) är en sydslavisk folkgrupp på Balkanhalvön som företrädesvis bebor Serbien vars befolkning uppgår till cirka 8 miljoner. I Montenegro bor 350 000 serber (dock finns bland åtskilliga montenegriner en känsla av att ha en distinkt identitet som är separat från den i nationell mening serbiska, vilket är en kontroversiell fråga mellan de separerade länderna Serbien och Montenegro. Etniskt kan uppemot 600 000 montenegriner räkna sig som serber). Även i Bosnien och Hercegovina har en serbisk befolkning på uppskattningsvis 1,1 miljoner, varav en stor majoritet är bosatta i Republika Srpska, den ena av de entiteter i Bosnien och Hercegovina. Även i övriga delar av f.d. Jugoslavien finns serbiska minoriteter och sammanlagt i dessa länder beräknas det finnas en serbisk befolkning på drygt 3 miljoner. Sammanlagt uppskattas det finnas cirka 14–15 miljoner serber i världen. De är i allmänhet serbisk-ortodoxa kristna.

## Historik
Serberna invandrade förmodligen från Karpaterna i nuvarande Ukraina till Balkan under 600-talet. Mot slutet av 800-talet övergick de till kristendomen och de första statsbildningarna uppkom hundra år senare längs kusten i dagens Montenegro, historiska Hercegovina (inklusive delar av södra Dalmatien), Bosnien (exklusive dagens västra Bosnien och bosniska krajina-regionen) och sydvästra Serbien.
I samband med krigen i före detta Jugoslavien (se jugoslaviska krigen) under första halvan av 1990-talet flydde många serber till andra delar av Europa och världen, men redan under Titos levnad hade också serber emigrerat till Västeuropa av arbetsmarknadsskäl.

## Kända serber
- Nikola Tesla, uppfinnare
- Miloš Crnjanski, författare
- Vlade Divac, basketspelare
- Mihajlo Idvorski Pupin, fysiker, kemist, uppfinnare
- Milutin Milanković, matematiker, astrofysiker och ingenjör
- Mileva Marić, matematiker och fysiker
- Nemanja Vidić, fotbollsspelare
- Karl Malden, skådespelare och regissör
- Emir Kusturica, regissör
- Peter Bogdanovich, regissör
- Predrag Stojaković, basketspelare
- Milorad Čavić, simmare
- Novak Đoković, tennisspelare
- Jelena Janković, tennisspelare
- Ana Ivanović, tennisspelare
- Jelena Dokić, tennisspelare
- Andrea Petković, tennisspelare
- Gavrilo Princip, frihetskämpe
- Isidora Sekulić, författare och kvinnosakskämpe
- Charles Simic, poet
- Catherine Oxenberg, artist
- Miloš Teodosić, basketspelare
- Goran Bregović, musiker
- Đorđe Balašević, musiker
- Marina Abramović, konstnär
- Karađorđe Petrović, frihetskämpe
- Siniša Mihajlović, fotbollsspelare
- Miloš Krasić, fotbollsspelare
- Milla Jovovich skådespelerska
- Marija Šerifović, artist

## Bilder

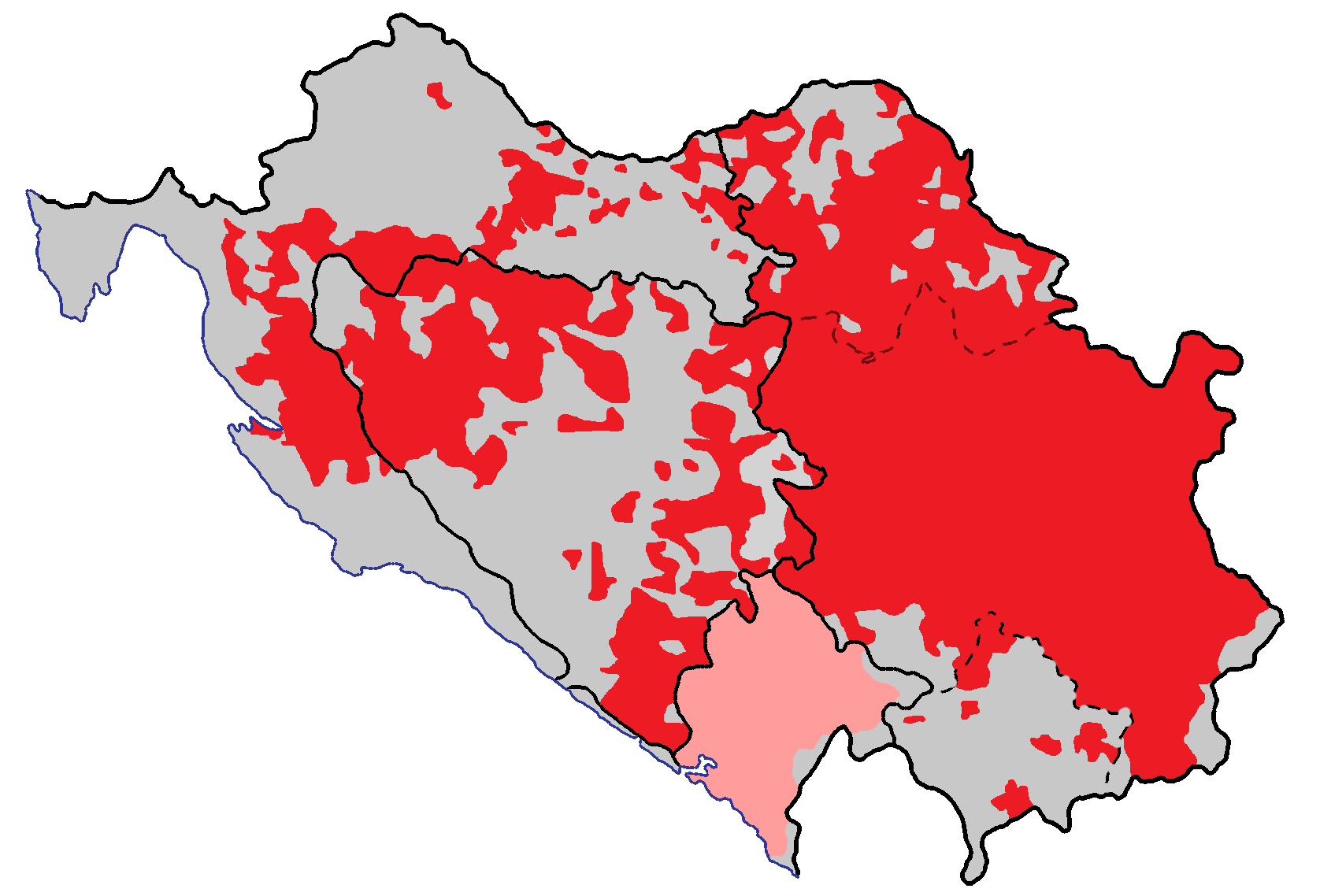
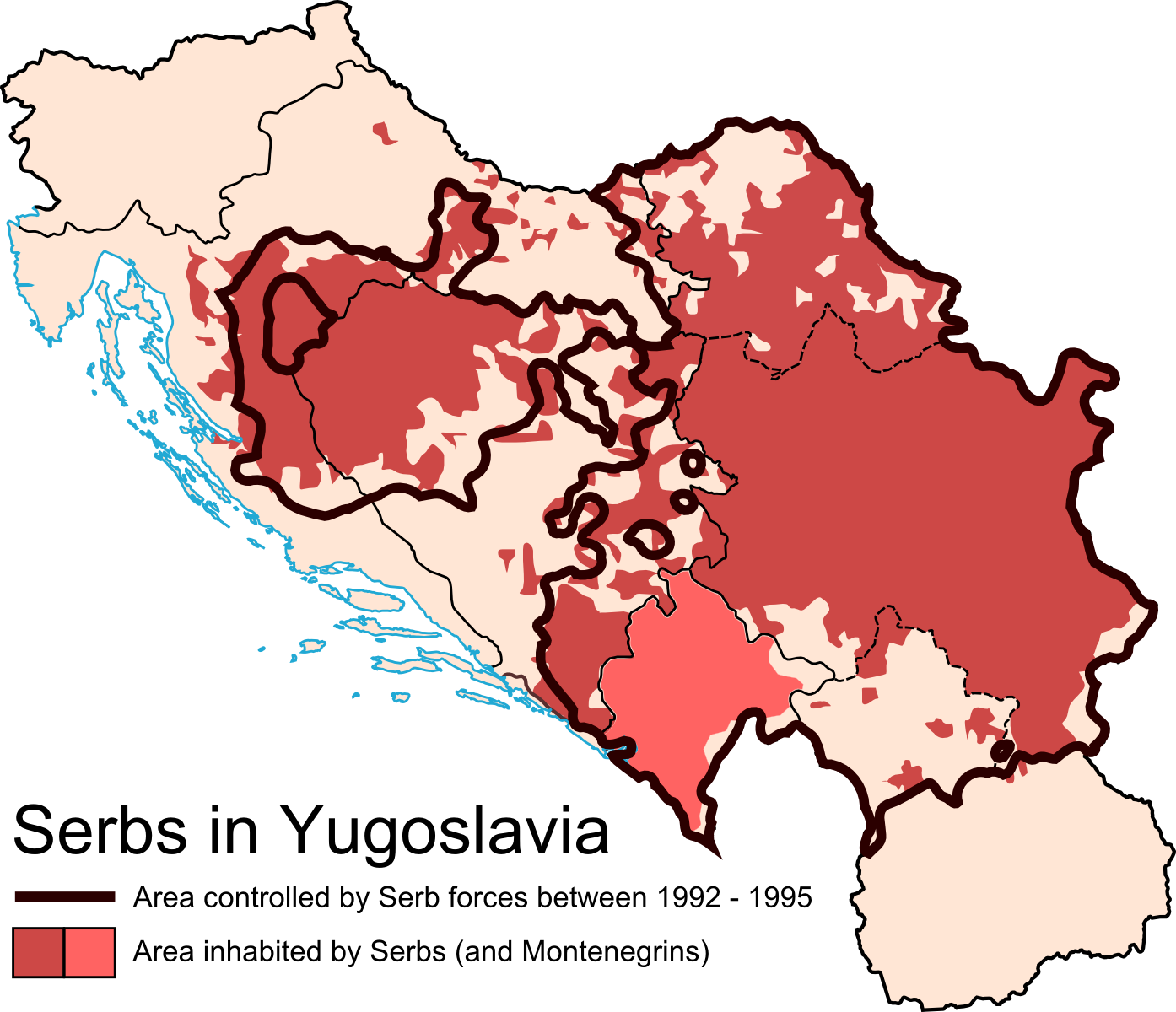
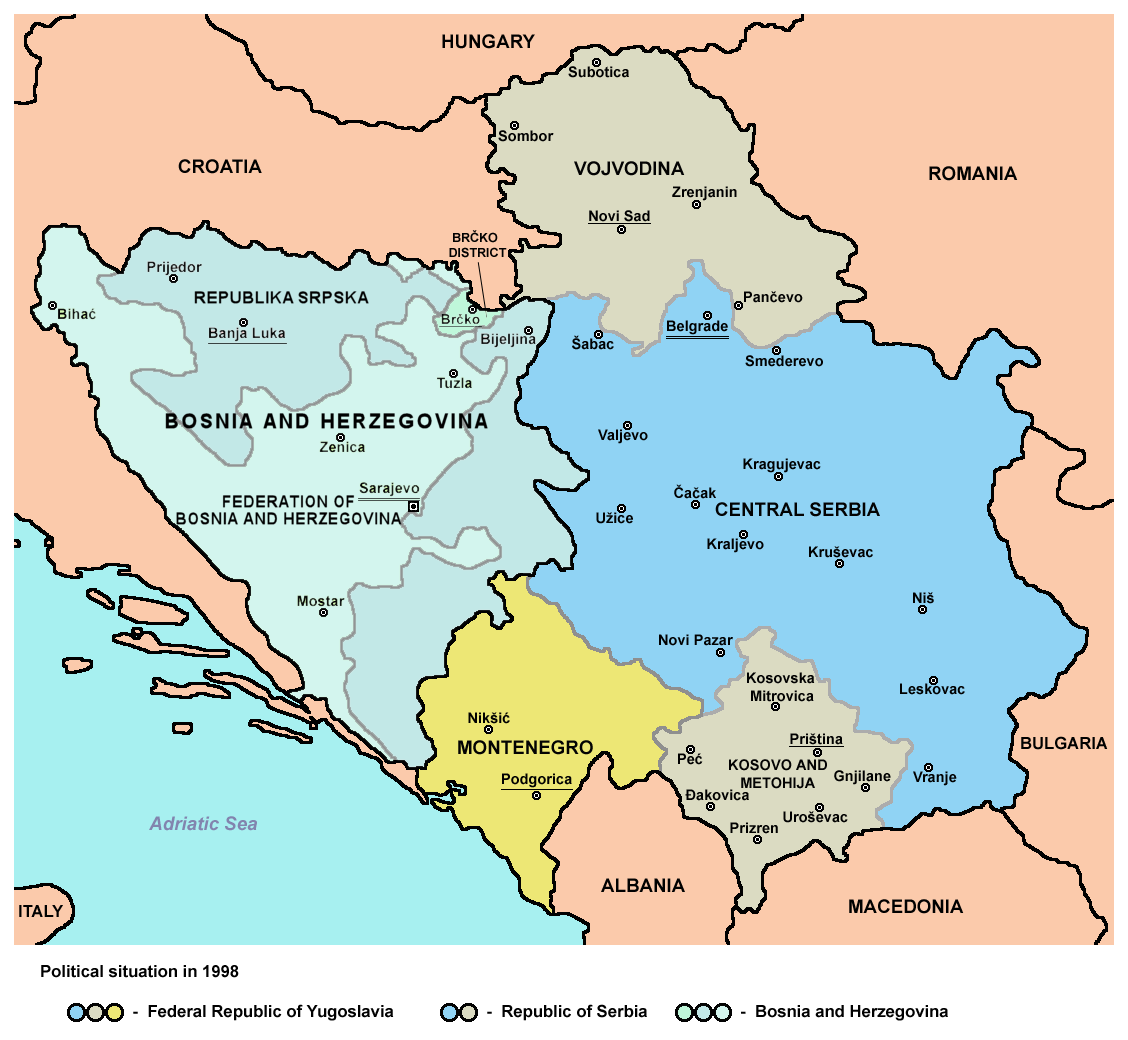
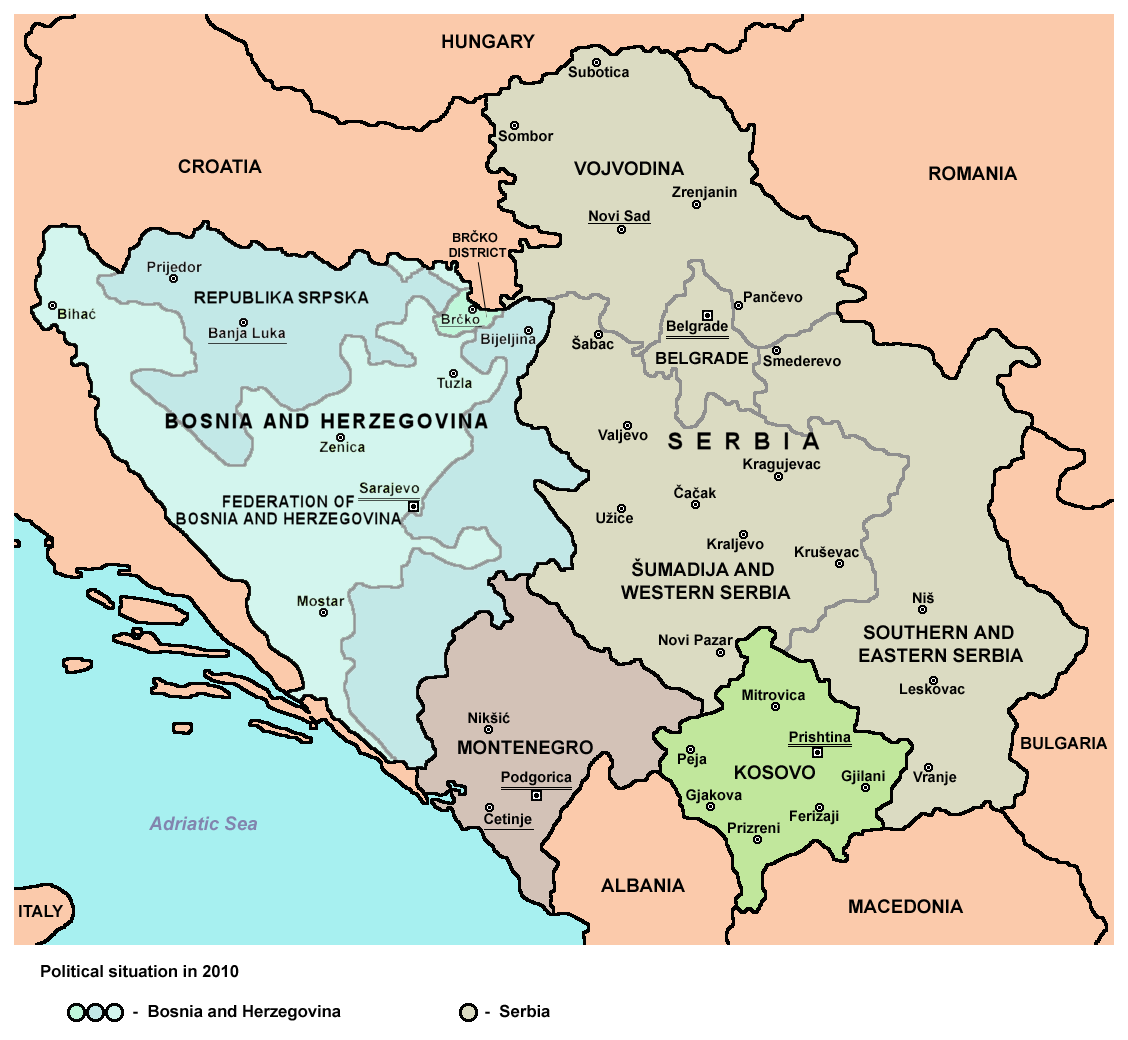